# 스튜디오 프리즘
스튜디오 프리즘(Studio Prism)은 SBS의 자회사다. 2019년에 SBS 미디어홀딩스로부터 물적 분할되어 설립됐으나 2020년 지분 전량이 SBS에 인수됐고 2023년 말 SBS 플러스와 SBS 예능본부와 통합하며 스튜디오 프리즘으로 개편되어 제작사업부문과 채널사업부문으로 나눠 운영되고 있다.

## 운영

### 제작사업부문
기존 SBS 예능본부 담당 사업 분야로, SBS 예능 프로그램의 제작을 총괄하고 있다.

### 채널사업부문
| 채널 명  | 채널 정보                                 | 비고 |
| SBS Plus | 드라마 및 예능 종합엔터테인먼트 전문 채널 |      |
| SBS FunE | 연예 오락 전문 채널                       |      |